# 樟葉槭上節蜱
樟葉槭上節蜱（学名：Epitrimerus acersis）为節蜱科上節蜱屬下的一个种。